# 부전동 (부산)

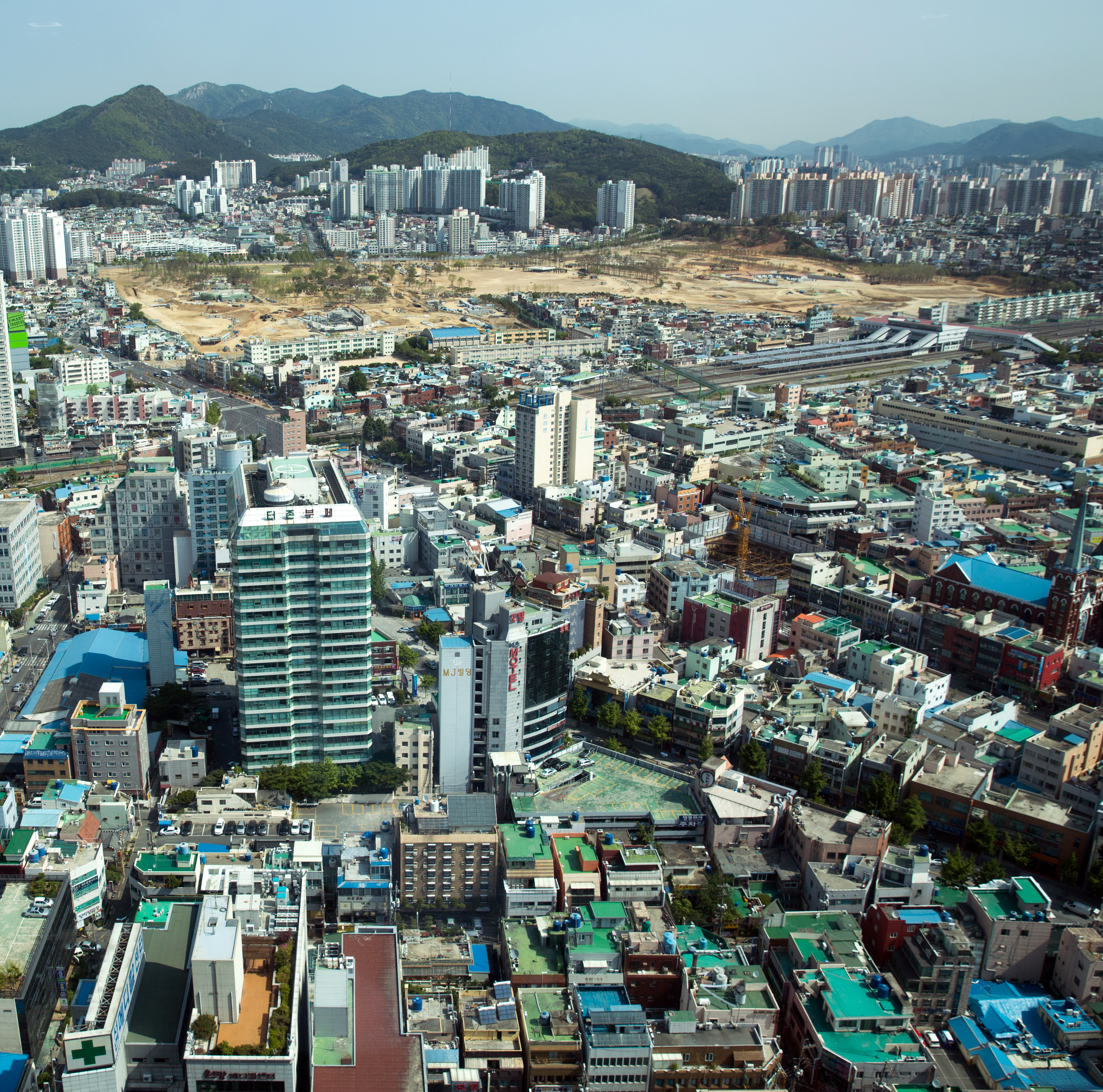
부전동 상공 주변에서 바라본 주변 도심 풍경이다. 이 곳에서는 아파트로 재개발하고 있는 곳도 더러 있다.

부전동(釜田洞)은 대한민국 부산광역시 부산진구에 있는 동이다. 동쪽은 전포동, 서쪽은 당감동, 남쪽은 범천동, 북쪽은 범전동과 접해 있다. 부전동의 명칭은 부산면(釜山面)과 범전동(凡田洞)에서 유래한 이름이다. 또한 부전동은 1999년까지 오랫동안 서면(1914년 - 1936년)사무소, 부산진출장소(1936년 - 1957년), 부산진구(1957년 - 현재)청(1999년 부암동으로 구청사 이전)이 위치했던 곳으로, 옛 행정구역명인 서면이라는 별칭을 가지고 있다.

## 역사
- 1914년 4월 1일 경상남도 부산부 서하면 범전리 일부, 부산면 산수리(山首里) 일부를 경상남도 동래군 서면 부전리로 개편하였다.
- 1936년 4월 1일 경상남도 부산부로 편입되었다. 옛 서면에 부산진출장소를 설치하였다.
- 1938년 부전1동과 부전2동으로 분동하였다.
- 1949년 8월 15일 경상남도 부산시 부전동으로 개칭하였다.[1]
- 1954년 부전1동이 부전3동으로 분동하였다.
- 1957년 1월 1일 경상남도 부산시 부산진구를 설치하였다.[2]
- 1959년 부전3동을 부전1동에 합동하였다.
- 1963년 1월 1일 부산직할시 부산진구 부전동으로 개칭하였다.[3]
- 1995년 1월 1일 부산광역시 부산진구 부전동으로 개칭하였다.[4]
- 2015년 1월 1일 부산진구 범전동(행정동)을 부전제1동에 합동하였다.[5]

## 서면
부전동과 전포동 일대를 서면이라고 하며, 이 지역은 부산의 지리적 중심 지역으로 교통의 요충지이며, 시장, 백화점, 유흥업소가 밀집해 있는 상업중심지역이다. 서면은 동래군의 하위 행정구역명이었고 부전동은 서면의 면소재지여서, 이 일대를 지역민들은 지금도 서면이라고 부르고 있다. 곧, 서면은 현재 행정구역명에는 있지 않은 이름이나 부전동 일대를 부르는 명칭이며 부산에서 가장 번화한 곳이다.
- 관할동 : 양정동, 범전동, 부전동, 초읍동, 연지동, 전포동, 부암동, 개금동, 가야동, 당감동(이상 현 부산진구), 문현동, 대연동, 우암동, 용호동, 용당동, 감만동(이상 현 남구)

## 법정동
- 부전동(釜田洞)
- 범전동(凡田洞)

## 교통
- 부산 도시철도 1호선 서면역
- 부산 도시철도 1호선 부전역
- 동해선 부전역

## 교육
- 부전초등학교 (부전동)
- 성지초등학교 (범전동)
- 부산진중학교 (범전동)
- 부산글로벌빌리지 (구 부산개성중학교 부지)(부전동)

## 유통
- 롯데백화점 부산본점 (구 부산상업고등학교 부지)(부전동)

## 출신인물
- 안상영:전.31~32대 부산광역시장(2선, 한나라당)

## 주거
아파트
| 단지명               | 건설사   | 시행사         | 주소                        | 입주       | 비고 |
| -------------------- | -------- | -------------- | --------------------------- | ---------- | ---- |
| 서면 롯데캐슬 엘루체 | 롯데건설 | ㈜송광아이앤디 | 부산진구 신천대로126번길 42 | 2023년 9월 |      |
오피스텔
- 혜도종합토건 인파크 애비뉴 서면 : 2019년 12월 입주.